# 北川口駅

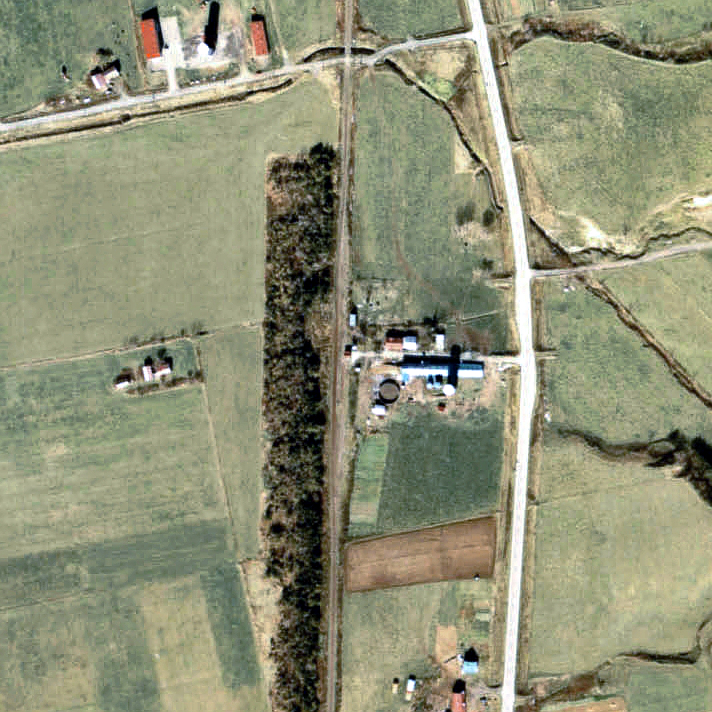
1977年の北川口駅と周囲約500m範囲。上が幌延方面。更岸駅や丸松駅と同様に元は島式ホーム1面2線で、無人化に伴って駅裏側本線に棒線化されている。駅舎は既に簡易型に置き換わっている。駅自体が牧場の一部の様な特異なロケーションで、貨物取扱のヤードは見当たらない。

北川口駅（きたかわぐちえき）は、かつて北海道天塩郡天塩町字川口に設置されていた、日本国有鉄道（国鉄）羽幌線の駅である。電報略号はキカ。事務管理コードは▲121629。

## 歴史
- 1935年（昭和10年）6月30日 - 鉄道省天塩線の幌延駅 - 天塩駅間開通に伴い、開業[3]。一般駅[1]。
- 1949年（昭和24年）6月1日 - 公共企業体である日本国有鉄道に移管。
- 1958年（昭和33年）10月18日 - 天塩線を羽幌線に編入して羽幌線が全通し、それに伴い同線の駅となる。
- 1970年（昭和45年）9月7日 - 貨物・荷物の取り扱いを廃止[1][4]。同時に無人化[5]（駅前の牧場に簡易委託）[6]。
- 1987年（昭和62年）3月30日 - 羽幌線の全線廃止に伴い、廃駅となる[1]。

### 駅名の由来
当駅が、天塩川口の北に位置していたことによる。

## 駅構造
廃止時点で、島式ホームの片面を使用した1面1線の単式ホームを有する地上駅だった。ホームは線路の東側、幌延方面に向かって右手側に存在した。
無人駅（簡易委託駅）となっており、有人駅時代の駅舎は改築され、力昼駅や更岸駅とほぼ同型のカプセル駅舎となっていた。駅舎は構内の北東側に位置し、ホーム北側とを結ぶ通路で連絡した。駅自体は完全無人であるが、駅前の牧場で乗車券を取り扱う簡易委託駅となっていた。
一部の普通列車は通過した。1986年（昭和61年）11月1日改定の時刻表では、急行「はぼろ」後継の主要駅停車列車が上下各1本が通過していた。

## 駅周辺
- 国道232号（天売国道/日本海オロロンライン）
- 天塩川
- 北川口展望台

## 駅跡
2001年（平成13年）時点および2010年（平成22年）時点とも、牧場の裏手の空き地になっている。

## 隣の駅
日本国有鉄道
羽幌線
天塩駅 - <中川口仮乗降場> - 北川口駅 - 振老駅
かつて当駅と振老駅との間に西振老仮乗降場（にしふらおいかりじょうこうじょう）が存在した。1956年（昭和31年）5月1日開業、1970年（昭和45年）9月7日廃止。